# Busto Arsizio
Busto Arsizio je italské město v oblasti Lombardie. Nachází se na jižním okraji provincie Varese.
Původně bylo město rozděleno na 5 „obcí“: Arconati, Mizzaferro, Pasquali, Pozzo a Visconti.
30. října 1864 se stalo městem.

## Vývoj počtu obyvatel
Počet obyvatel

## Osobnosti města
- Daniele Crespi, (1597 – 1630), malíř
- Anna Mina Mazzini (* 1940), zpěvačka

## Partnerská města
- Domodossola, Itálie
- Épinay-sur-Seine, Francie